# Horsten (Bad Nenndorf)
Horsten ist ein Ortsteil der Stadt Bad Nenndorf in der Samtgemeinde Nenndorf im Landkreis Schaumburg im Bundesland Niedersachsen.

## Geografie
Horsten liegt etwa zwei Kilometer westlich von Bad Nenndorf. Bei Horsten querte einst ein von Minden in Richtung Hannover verlaufender Zweig des in West-Ost-Richtung verlaufenden Helwegs die Rodenberger Aue. Die andere, aus Richtung Rodenberg durch Horsten verlaufende, Durchfahrtsstraße war vor dem Ausbau des Kurbades Nenndorf die Verbindung des Verwaltungszentrums zum Norden der Grafschaft Schaumburg.

## Geschichte
Keramikfunde im Ort deuten auf eine Besiedlung schon zur Eisenzeit. Der auf das altsächsische „hurst“ für Gestrüpp oder Buschwald und eine Erhöhung im Sumpf zurückgeführte Name Horsten spricht für eine Entstehung zu sächsischer Zeit, vor dem Jahr 800.
Die älteste urkundliche Erwähnung ist eine Urkunde des Bischofs von Minden Konrad aus dem Jahr 1220.
Die Lage am Übergang von der wasserreichen, aber überschwemmungsgefährdeten Gewässeraue zum höher gelegen fruchtbaren Lössboden begünstigte die Landwirtschaft.
Um 1780 gab es in Horsten 30 Höfe, darunter 10 Vollmeier, mehrere Handwerker und eine Schule.
Die schon im 17. Jahrhundert verzeichnete, westlich des Dorfes an der Rodenberger Aue gelegene Horster Mühle war die ertragreichste Wassermühle in der Grafschaft Schaumburg.
Horsten war nach Groß Nenndorf eingepfarrt. Bis 1875 wurde auch der dortige Friedhof mitgenutzt.
Mit der Gebietsreform in Niedersachsen wurde die bis dahin selbständige Gemeinde Horsten am 1. März 1974 nach Bad Nenndorf eingemeindet.

## Sehenswürdigkeiten
Um das Jahr 1900 wurden die noch strohgedeckten Häuser in Horsten als Sehenswürdigkeit für die Kurgäste im nahen Bad Nenndorf genannt.
2020 gab es in Horsten 2 denkmalgeschützte Gebäudegruppen und 3 einzelne Bau- beziehungsweise Kulturdenkmale.
Dies sind die Horster Mühle, der einst größte Vollmeierhof des Dorfes
, die ehemalige Schule, ein Backhaus und der Horster Friedhof.

## Vereine
- Niendärsche Kaumelkers, die Schaumburger Trachtengruppe aus Horsten.[5]
- IG Alte Badeanstalt Horsten, Betreiberverein seit 1974.[6]
- Freiwillige Feuerwehr Horsten
- Schützenverein Horsten